# Роксанда Пејовић
Роксанда Пејовић (Београд 11. децембар 1929 - Београд 5. јануар 2018), била је српски музиколог и историчар уметности.

## Биографија
Студије историје уметности, на Филозофском факултету у Београду, је завршила 1956 године. На Музичкој академији у Београду, историјско-фолклорни одсек, 1955 године, а постдипломске студије 1963 године (Стана Ђурић Клајн). Докторирала је из музикологије 1975 године у Љубљани (Драготин Цветко). 
Од 1957. године била је професор Музичке школе Станковић у Београду и дугогодишњи професор опште и националне историје музике на Факултету музичке уметности у Београду.
Роксанда Пејовић, од свих се музиколога најистрајније бавила истраживањем, анализом и вредновањем наслеђа српске литературе о музици претпрошлог и прошлог столећа. Њен научни рад на овоме подручју започео је још шездесетих година 20 века, у време израде магистарске тезе Музичка критика и есејистика у Београду између два рата. Касније, она ће састављати студије, расправе и чланке о музичким писцима као што су Стана Ђурић-Клајн, Милоје Милојевић, Бранко М. Драгутиновић, Станислав Винавер, Антун Добронић, Коста П. Манојловић, Стеван Христић и Стеван Мокрањац. Из пера Роксанде Пејовић изашла је и прва, до данас усамљена, монографија о једном домаћем музикографу и музикологу – о Стани Ђурић-Клајн. Њену пажњу заокупљали су и музички часописи Гудало, Савремени акорди и Звук. Професор Роксанда Пејовић писала је и обухватне, прегледне и проблемске текстове о српској музичкој критици, есејистици и публицистици: пратила је идеологију националног стила у процесу професионализације написа о музици српског 19 века; рашчлањивала је темељне појмове међуратне српске критике — појмове музички савременог, модерног и авангардног; анализирала је приступ старије српске рецензије питањима музичке интерпретације у 19 столећу. Међу њеним на широј фактографској равни постављеним прилозима налазе се и они о музици у српској периодичној штампи 19 столећа; о српској музичколитерарној мисли до осамдесетих година века романтизма, а онда још и реферат о односу српске публицистике према проблемима црквене музичке уметности, од 1839. до 1914. године.
Роксанда Пејовић је приступала музичкој критици старијег доба и као богатом регистру обавештења о другим видовима српске музичке повести. Наиме, писаној речи обраћала се као извору за познавање рецепције појединих, страних и домаћих, композитора и репродуктивних музичких уметника. И њени историјски прегледи водећих установа београдског музичког живота, или српског музичког извођаштва, саздани су, великим делом, на изворном материјалу чије је порекло у листовима, часописима и сличним издањима.
Као и њен учитељ и претходник Стана Ђурић-Клајн, и Роксанда Пејовић је истакнути српски музички лексикограф.
Несумњиво, научно дело Роксанде Пејовић чини датум у познавању српске литературе о музици, од најстаријих сачуваних текстова, па до оних из данашњега времена. Она је, на првом месту, видно, проширила фактографску основу коју је својевремено фиксирала Стана Ђурић-Клајн. Новим, изворним подацима и тумачењима обогаћена су знања о музичким писцима, њиховим библиографијама, о њиховим историјским, естетичким и идеолошким назорима, али и о развојном луку српске музикографије у целини. Успешним библиотечким истраживањима која је вршила годинама, као и интерпретацијама које је на основу њих предложила, пресудно је утицала да се у једном делу музичке и научне јавности престане с непознавањем и потцењивањем гледати на старија раздобља српске музичколитерарне историје. И још је једна њена немала заслуга: у време када је национална музикологија била обузета анализом композиција, професор Роксанда Пејовић је својом непрестаном и плодном активношћу изборила равноправан статус текстовима о музици као научној области српске музикологије.

## Дела
- Историја музике од првобитне заједнице до Бетовена, 1959 године
- Историја музике од француске буржоаске револуције до периода империјализма, 1960
- Педесет година рада Музичке школе Станковић, 1961
- Утицај фолклора из НОБ на уметничко стваралаштво, Рад 8. конгреса Савеза фолклориста Југославије, 1961
- Барок, рококо, класика, 1962
- Ругање Христу, илустрације из Давидовог живота и 150. псалма на нашим фрескама, Рад 7. конгреса Савеза фолклориста Југославије, 1963
- Сцене са музичким инструментима у српско-македонској и византијској уметности, Actes du XIIeme Congres international des Etudes byzantines
- Развој музичке критике и есејистике у Србији измеду два рата (постдипломски рад, ркп.) и др. (Стана Ђурић-Клајн)
- Музички инструменти средњовековне Србије, Клио Београд 2005.[1]